# Phycogorgia fucata
Phycogorgia fucata är en korallart som först beskrevs av Achille Valenciennes 1846.  Phycogorgia fucata ingår i släktet Phycogorgia och familjen Gorgoniidae. Inga underarter finns listade i Catalogue of Life.